# Denatoni
El denatoni, disponible usualment com benzoat de denatoni (sota els noms registrats BITTERANT-b, BITTER + PLUS, Bitrex o Aversió) i com sacàrid de denatoni (sota els noms comercials BITTERANT-s), és el compost químic més amarg conegut, amb uns llindars d'amargor respectius, de 0,05 ppm per al benzoat i de 0,01 ppm per al sacàrid
Va ser descobert l'any de 1958 durant una investigació sobre anestèsics locals desenvolupat per MacFarlan Smith a Edimburg, Escòcia, i registrat sota el nom de Bitrex. Les dilucions d'aquest compost, fins i tot a concentracions tan baixes com 10 ppm resulten insuportablement amargues per a la major part dels éssers humans. Les sals de denatoni són generalment incolores i inodores, però sovint es comercialitzen com a solucions. S'utilitzen en general com agents aversius (amargants) per prevenir la ingestió inadequada o accidental de substàncies. El denatoni s'utilitza en l'alcohol desnaturalitzat, anticongelants, en esmalts d'ungles per prevenir la onicofàgia, en l'assaig d'ajust de màscares respiratòries, com repel·lent d'animals, sabons líquids, i xampús. No es coneix si posseeix algun efecte nociu per a la salut a llarg termini.

## Estructura i propietats físiques
El denatoni és un catió d'amoni quaternari. Freqüentment es comercialitza en forma de sal, amb un anion inert tal com el benzoat o sacàrid. L'estructura del denatoni està relacionada amb l'anestèsic local lidocaïna, del qual difereix només en l'addició d'un grup benzil al nitrogen del grup amino. Altres compost similars són la procaïna i benzocaína.

## Bioquímica
El denatoni en humans és reconegut per vuit diferents receptors de gust: TAS2R4, TAS2R8, TAS2R10, TAS2R39, TAS2R43, TAS2R16, TAS2R46, TAS2R47, sent el TAS2R47 el més sensible a aquest compost.
El denatoni pot actuar com broncodilatador en activar els receptors de sabor amarg al múscul llis de les vies respiratòries.

## Aplicacions
L'amargor del compost guies de la majoria d'aplicacions. De vegades és utilitzat per impregnar de components electrònics de mida petita, com ara cartutxos per a vídeo jocs o joguines amb piles, dedicada a l'animació infantil, ja que la seva naturalesa és amarg ajuda a prevenir aquests elements potencialment nocius, s'ingereix de manera accidental. La denatoni també s'utilitza amb freqüència en les mostres de placebo utilitzat en els assajos clínics, el gust per encaixar amb l'amarg de certs medicaments.
El benzoat de denatoni s'utilitza per desnaturalitzar l'alcohol, de manera que no pugui ser utilitzat per elaborar begudes alcohòliques i quedi lliure d'impostos i restriccions de venda que sí que té el alcohol pur. Una designació en particular, la d'alcohol SD-40B, indica que l'etanol ha estat desnaturalitzat fent ús de benzoat de denatoni. El nom comú per a aquest compost químic es deriva d'aquesta aplicació Denatoni prové de denaturre (desnaturalització).
El denatoni s'utilitza també que desincentivar el consum d'alcohols nocius o tòxics com ara l'alcohol metílic i l'etilenglicol. S'utilitza també en l'alcohol de fregues, una preparació especial d'etanol desnaturalitzat que s'utilitza com antisèptic tòpic, o com a ingredient inactiu. També s'afegeix a molts tipus de líquids nocius, entre els quals s'inclouen solvents com ara el transportista de vernissos per a ungles, pintures, vernissos, efectes de cura personal, esmalts especials d'ungles per prevenir la onicofàgia, i en diversos altres productes casolans. També s'afegeix a alguns productes en aerosol que desincentivar l'abús com inhalant dels vapors volàtils.
El 1995, l'estat de Oregon, als Estats Units, va requerir que s'afegís benzoat de denatoni als anticongelants i fluids per a la neteja de eixugaparabrises, amb l'objectiu de prevenir l'enverinament de nens i animals que podrien ser temptats pel sabor dolç de l'etilenglicol i el metanol. Així a partir del desembre de 2012, els majors comerciants de anticongelants afegien un compost amargant tal com el benzoat de denatoni als anticongelants.
Se sap que els animals posseeixen diferents sensibilitats a l'efecte del denatoni. S'utilitza en alguns repel·lents per a animals (especialment per a grans mamífers com ara els cérvols). S'ha utilitzat per prevenir l'enverinament d'humans amb verí per a les rates, ja que els éssers humans són capaços de percebre el denatoni en concentracions molt menors que els rosegadors. De la mateixa manera, se sap que alguns gats se senten atrets per aquest compost, de manera que no seria tan efectiu com a agent descoratjador per a gats com ho és per als humans, o potser alguns gats no són repel·lits per raó d'un factor genètic similar al que en els humans afecta la percepció del gust de la feniltiocarbamida.